# Renaixement musical anglès
El Renaixement musical anglès va ser un període hipotètic de la fi del segle xix i principis del xx en què els compositors britànics, sovint professors o alumnes del Royal College of Music, dels quals es diu que es van alliberar de les influències musicals estrangeres, que van començar a escriure en una distintiva llengua nacional, i que van igualar l'assoliment dels compositors del continent europeu. La idea va guanyar adeptes considerables en el seu moment, amb el suport dels crítics de música prominents, però a partir de la segona meitat del segle xx el terme ha tingut menor difusió.
Alguns dels compositors que s'hi incloïen pels partidaris de la teoria van ser Hubert Parry, Charles Villiers Stanford i Alexander Mackenzie. Els escriptors que van proposar la teoria incloïen Francis Hueffer i John Alexander Fuller Maitland.